# Дзержинці
Дзержинці або Юні дзержинці, повна назва: Оперативні комсомольські загони імені Ф. Е. Дзержинського, або ОКОД (від рос. Оперативный Комсомольский Отряд им. Дзержинского) — бойова, парамілітарна організація радянської молоді, яка номінально знаходилась під проводом міських комітетів ЦК ВЛКСМ, але оперативне керування здійснювалося місцевими відділеннями та відділами МВС та КДБ. Загони дзержинців виконували роль «підтримки» та «забезпечення» несекретних операцій МВД та КДБ, слугували їх «кадровим резервом».
На відміну від Добровільної народної дружини, в члени оперзагонів ім. Дзержинського не приймали всіх охочих, та членство в них не було примусовим. Як і не було загальнообов'язковим щотижневе вуличне піше чергування з червоними нарукавними пов'язками, як у членів ДНД. В дзержинці відбирали під контролем органів про-радянські патріотичну та компартійно ідейно налаштовану «еліту» радянської молоді. Кандидатам в члени загону як мотивація обіцялось, що після успішного «членства» молода людина буде рекомендована до подальшої служби в КДБ або МВС. Після прийняття до лав «дзержинців», члени загонів отримували спеціальну фізичну підготовку (елементи бойового самбо).
Дзержинців використовували для підтримки зовнішньої охорони, вуличного окільцювання, чергування — при появі державних та партійних діячів в людних місцях. Також завданнями дзержинівців в великих містах були шпигунство серед шкільної та студентської молоді, виявлення осіб з антирадянськими поглядами, виявлення членів «нерадянських» молодіжних субкультур, таких як хіпі, рокери, панки, бітники тощо; вистежування та затримання фарцовщиків. Найчастіше роботою дзержинців було профілактичне затримання на вулиці та доставка до райвідділів УВС дрібних та неповнолітніх правопорушників, або просто підозрілих малоліток. Дзержинці також брали участь як «допоміжна сила» у масових облавах, нальотах, побитті та інших незаконних операціях МВД та КДБ проти громадян СРСР. Іноді вони виступали в ролі «свідків» або «понятих» при затриманнях та квартирних обшуках та іншій рутинній роботі міліції. До більш відповідальних або небезпечних операцій вони не залучалися.
Система «оперзагонів» мала районно-міську структуру. В кожному загоні був свій командир та комісар. Члени загону отримували нагрудний знак, який формою нагадував герб-емблему КДБ — щит з написом по периметру рос. «Комсомольский оперативный отряд» і з профілем Ф. Е. Дзержинського посередині. Керівництво загонів усіляко підкреслювало спадкоємність дзержинців з чекістами.
На відміну від ДНД, діяльність «дзержинівців» в масових радянських ЗМІ, як правило, широко не висвітлювалась.

## Відомі політики, які були в лавах дзержинців
- Затулін Костянтин Федорович
- Медведчук Віктор Володимирович